# دانشکده داروسازی همدان
دانشکده داروسازی دانشگاه علوم پزشکی همدان یکی از دانشکده‌های داروسازی ایران وابسته به دانشگاه علوم پزشکی همدان در همدان است.

## تاریخچه
دانشکده داروسازی همدان در سال ۱۳۸۷ بنیانگذاری شد. هم‌اکنون ریاست این دانشکده را کتایون درخشنده برعهده دارد. این دانشکده در سال ۱۳۸۹ با ورود اولین دوره دانشجویان رسماً آغاز به کار کرد. تاکنون ۱۱ دوره دانشجو پذیرش شده‌است. در حال حاضر ۴۴۹ نفر دانشجوی داروسازی شامل ۲۵۴ نفر دانشجو دوره روزانه، ۱۶۵ نفر دانشجوی دوره پردیس بین‌الملل و ۳۰ دانشجوی غیر ایرانی و ۱۷ دانشجوی تحصیلات تکمیلی در این دانشکده مشغول به تحصیل می‌باشند.

## فضای آموزشی
فضای فیزیکی دانشکده به مساحت ۸۰۰۰ مترمربع، فضای کتابخانه ۲۲۰ متر مربع در ۲ طبقه دارای سالن مطالعه به صورت مجزا و ۱۹ آزمایشگاه آموزشی و پژوهشی می‌باشد. هم‌اکنون این دانشکده دارای ۲۶ عضو هیت علمی (شامل ۳ استاد ۳ دانشیار و ۲۰ استادیار) بوده که در حال انجام فعالیت هستند.

## ریاست
| نام               | رشته تحصیلی            | آغاز      | پایان     |
| ----------------- | ---------------------- | --------- | --------- |
| محمد علی دانش مهر | شیمی دارویی            | ۱۳۸۹      | ۱۳۹۲/۹/۲۹ |
| حیدر طویلانی      | بیو شیمی               | ۱۳۹۲/۹/۳۰ | ۱۳۹۵/۱/۳۱ |
| کتایون درخشنده    | فارماسیوتیکس           | ۱۳۹۵/۲/۱  | ۱۴۰۲/۷/۲۲ |
| داوود احمدی مقدم  | فارماکولوژی و سم شناسی | ۱۴۰۲/۷/۲۲ | تاکنون    |

## گروه آموزشی
این دانشکده در حال حاضر دارای گروه‌های آموزشی زیر است.
- بیوتکنولوژی دارویی
- داروسازی بالینی
- شیمی دارویی
- فارماسیوتیکس
- فارماکوگنوزی
- فارماکولوژی و سم‌شناسی